# Severská kombinace na Zimních olympijských hrách 1998
V severské kombinaci na Zimních olympijských hrách 1998 v Naganu byly součástí olympijského programu dvě soutěže, soutěž jednotlivců a soutěž čtyřčlenných družstev. Místem konání byl lyžařský areál v Hakubě.
Závody v severské kombinaci se konaly ve dnech 13. února až 20. února 1998. Vítězem soutěže jednotlivců se stal norský sdruženář Bjarte Engen Vik, také v družstvech zvítězilo Norsko.

## Přehled medailí
| Pořadí | Země          | Zlato | Stříbro | Bronz | Celkově |
| ------ | ------------- | ----- | ------- | ----- | ------- |
| 1.     | Norsko (NOR)  | 2     | 0       | 0     | 2       |
| 2.     | Finsko (FIN)  | 0     | 2       | 0     | 2       |
| 3.     | Rusko (RUS)   | 0     | 0       | 1     | 1       |
| 4.     | Francie (FRA) | 0     | 0       | 1     | 1       |
|        | Celkem        | 2     | 2       | 2     | 6       |

## Medailisté

### Muži
| Disciplína              | Zlato                                                                             | Výkon   | Stříbro                                                                 | Výkon   | Bronz                                                                  | Výkon   |
| ----------------------- | --------------------------------------------------------------------------------- | ------- | ----------------------------------------------------------------------- | ------- | ---------------------------------------------------------------------- | ------- |
| Jednotlivci (K95/15 km) | Bjarte Engen Vik · Norsko (NOR)                                                   | 41:21.1 | Samppa Lajunen · Finsko (FIN)                                           | 41:48.6 | Valeri Stolyarov · Rusko (RUS)                                         | 41:49.3 |
| Družstva (K95/4x5 km)   | Norsko · Halldor Skard · Kenneth Braaten · Bjarte Engen Vik · Fred Børre Lundberg | 54:11.5 | Finsko · Samppa Lajunen · Jari Mantila · Tapio Nurmela · Hannu Manninen | 55:30.4 | Francie · Sylvain Guillaume · Nicolas Bal · Ludovic Roux · Fabrice Guy | 55:53.4 |